# كلية مارلبورو
كلية مارلبورو هي مدرسة عامة (مدرسة إنجليزية داخلية مستقلة) للتلاميذ الذين تتراوح أعمارهم بين 13 و 18 عامًا في مارلبورو بمقاطعة ويلتشاير في إنجلترا. تأسست الكلية عام 1843 لأبناء رجال الدين بكنيسة إنجلترا، وتعد الآن تعليمية مختلطة. في العام الدراسي 2015/2016 فرضت كلية مارلبورو 9،610 جنيهًا إسترلينيًا لكل فصل دراسي لتلاميذ اليوم الواحد مما يجعلها أغلى مدرسة نهارية في مؤتمر المدراء ومديرات المدارس (HMC)- جمعية المدارس البريطانية المستقلة.

## التأسيس
تأسست عام 1843 لتعليم أبناء رجال الدين في كنيسة إنجلترا، ولكن المدرسة حاليا تقبل الأولاد والبنات من جميع المعتقدات. يوجد حاليًا ما يزيد عن 900 تلميذ، حوالي 45 ٪ منهم من الإناث.

## أنظر أيضا
- التعليم في المملكة المتحدة